# Hamer Falls
Die Hamer Falls sind ein Wasserfall in der Region West Coast an der Grenze zur Region Canterbury auf der Südinsel von Neuseeland.

## Geographie
Der Wasserfall befindet sich in den Marshall Ridge der Neuseeländischen Alpen, südwestlich des Lake Browning und im Lauf des Hall Creek, der durch das Schmelzwasser des Hall-Gletschers gespeist wird. Die Fallhöhe der Hamer Falls beträgt 93 Meter.